# Aderus coomani
Aderus coomani é uma espécie de inseto besouro da família Aderidae. Foi descrita cientificamente por Maurice Pic em 1923.

## Distribuição geográfica
Habita no Vietname.